# Приспособление для женского мочеиспускания
Приспособле́ния для же́нского мочеиспуска́ния — приспособления, облегчающие прежде всего женщинам, ведущим активный образ жизни, задачу осуществлять процесс мочеиспускания в положении стоя. Необходимость и возможность таких приспособлений была высказана активистками женского движения в связи с включением всё возрастающего числа женщин с конца 19 века в общественную жизнь, занятия туризмом и спортом и участие в массовых мероприятиях, в том числе в условиях отсутствия, недостаточного количества и/или неудовлетворительного санитарно-гигиенического состояния на таких мероприятиях мест общего пользования, что делало затруднительным привычное женщинам из-за особенностей расположения их мочеиспускательного канала (уретры) мочеиспускание в положении сидя.
Проанализировав работы по анатомии и физиологии и решение проблем мочеиспускания у мужчин, активистки пришли к выводу, что избежать контакта тазовой области с потенциально загрязнённым туалетным сиденьем можно при вертикальном или близком к нему положении тела. Однако при этом возникала проблема возможного забрызгивания ног и окружающих поверхностей.
Она получила два основных типа решения, одним из которых было приближение стационарного сантехнического устройства по высоте к наружному отверстию уретры. Так появилась идея женских писсуаров. Другим направлением мысли была выработка способов контроля направления струи мочи подобно существующим у мужчин. Для осуществления такого контроля были предложены требовавшие обучения и самообучения как безаппаратные методики, так и специальные небольшие приспособления, как бы продлевавшие за пределы тазовой полости подобно мужскому трассу женского мочеиспускательного канала.
Безаппаратные методики контроля направлением струи мочи в положении стоя предусматривают специальное внимательное ознакомление женщин с расположением органов своей мочеполовой сферы, наружная часть которых, в отличие от таковой у мужчин, находится вне прямой видимости своих обладателей, а также развитие большего контроля над мышцами тазового дна. Для направления струи перед собой женщины могут учиться помогать себе, пальцами раздвигая наружные — большие, а затем и внутренние — малые половые губы, которые могут прикрывать наружное отверстие мочеиспускательного канала и отклонять струю в нежелательном направлении.
Дизайн индивидуальных портативных устройств имеет в основе форму трубки, воронки, но есть и иные. Хотя женщины могут мочиться стоя и без специальных приспособлений, эти устройства весьма популярны благодаря существенному упрощению процесса.
Запатентованные ещё в 1922 году, эти приспособления имеют давнюю историю. Заявка «Sanitary Protector», поданная в августе 1918 года Эдит Лейси, описывает дешёвое одноразовое приспособление, подходящее с санитарной точки зрения для общественных туалетов, так как становится ненужным садиться на сиденье общественного туалета, и моча не загрязняет одежду пользователя и сиденье. Такое устройство предлагалось делать из дешёвых легко утилизируемых материалов, вроде плотной бумаги. Подобное же устройство было запатентовано в 1956 году: эффективный проводник мочи для использования женщинами, для использования в удобном стоячем положении. Было ещё около полудюжины схожих устройств со сходным назначением и формой, которые были запатентованы в конце XX века.
Массовое производство и широкое распространение приспособлений началось с 1996 года во Франции. Получила распространение практика предоставления таких приспособлений на больших фестивалях, в рамках которых сложно обеспечить достаточное количество туалетов; впервые это произошло на фестивале Pinkpop 2000 года, и сейчас встречается в Нидерландах, Бельгии, Швейцарии, Канаде, Финляндии, Ирландии и Великобритании и, в том числе, в России. Применение трубчатых и воронкообразных приспособлений может требовать незначительного предварительного обучения и самообучения: женщина должна разобраться в том, как и куда именно прикладывать приспособление и как эффективно управлять подачей струи. Обладающие более широким нательным раструбом воронки типа представленных маркой Fusionella способны закрыть практически всю область наружных женских гениталий и не представляют трудностей для наложения на тело, тогда как более компактные узкие трубки типа производимых маркой Travelmate своим задним концом прикрывают только совсем небольшую область вокруг наружного отверстия уретры и требуют точного прикладывания именно к ней.
- Женщина показывает у писсуара, как используется приспособление для женского мочеиспускания
- Женский писсуар. На фотографии видна схема, показывающая, что женским писсуаром данной конструкции надо пользоваться, полуприсев спиной к нему
- Портативное устройство для придания нужного направления струе мочи при женском мочеиспускании марки Fusionella, способное прикрыть широким концом всю область наружных женских мочеполовых органов
- Многоразовое портативное устройство для придания нужного направления струе мочи при женском мочеиспускании марки Travelmate с нешироким задним концом, рассчитанным на прикрытие только небольшой области вокруг наружного отверстия уретры